# Knittelfeld
Knittelfeld je město v rakouské spolkové zemi Štýrsko v okrese Murtal. Žije zde přibližně 13 tisíc obyvatel.

## Partnerská města
- Kameoka, Japonsko